# Phelippe Daou
Phelippe Arce Daou ComMM (Manaus, 15 de dezembro de 1928 — São Paulo, 14 de dezembro de 2016) foi um jornalista, empresário e mecenas brasileiro, destacando-se como um dos homens públicos mais influentes do Amazonas.

## Biografia
Filho único do comerciante José Nagib Daou e de Nazira Chamma Daou, fez seus primeiros estudos na Escola Progresso de Manaus. Em seguida, ingressou no Colégio Estadual do Amazonas, onde concluiu o secundário e científico. Daou chegou a ser formado advogado na Faculdade de Direito do Amazonas (atual UFAM). 
O empresário foi casado com Magdalena Arce Daou, é pai de dois filhos Phelippe Daou Jr., que assumiu a Rede Amazônica, e Cláudia Daou Paixão e Silva.
Mesmo não exercendo a função de advogado a vocação de jornalista falou mais alto, sendo repórter do Jornal do Commercio, mas a ascensão na carreira começaria um ano depois, com sua transferência para a empresa Archer Pinto, proprietária, na época, de O Jornal e Diário da Tarde, onde exerceu diversas funções redacionais. Atuou ainda como redator da Rádio Rio Mar.
Além de defensor da Zona Franca de Manaus, Daou foi membro do conselho deliberativo dessa instituição que por consenso representava toda a classe empresarial – a Associação Amazonense de Imprensa e a Associação Comercial do Amazonas.
Em 1968, junto com Milton Cordeiro e Joaquim Margarido, fundou a Amazonas Publicidade, embrião deu origem à Amazonas Distribuidora Ltda. e Rádio TV do Amazonas S.A., que abrange, entre outras emissoras, a Rede Amazônica. A Rede Amazônica surgiu em 1972, fundada pelos três amigos.
Admitido à Ordem do Mérito Militar em 1999 no grau de Cavaleiro especial pelo presidente Fernando Henrique Cardoso, foi promovido em 2004 ao grau de Comendador pelo presidente Luiz Inácio Lula da Silva.

### Morte
Daou morreu em 14 de dezembro de 2016, vitima de um infarto após realizar exames de rotina para uma cirurgia. Ele morreu por falência de múltiplos órgãos, no Hospital Sírio-Libanês, em São Paulo.